# Friedrich Traugott Kützing
Friedrich Traugott Kützing (Ritteburg, Artern, 8 de dezembro de 1807 – Nordhausen, 9 de setembro de 1893) foi um botânico e algólogo alemão.

## Publicações
- "Spécies algarum". Leipzing. 1849.
- „Synopsis Diatomearum“. Halle. 1833
- „Tabulae phycologicae“. Nordh. 1845-70
- „Phycologia generalis, oder Anatomie, Physiologie und Systemkunde der Tange“. Leipz. 1843.
- „Die kieselschaligen Bacillarien oder Diatomeen“. Nordh. 1844.
- „Phycologia germanica“. 1845
- „Algae aquae dulcis“. Halle 1833-36, Heft 1-16)
- „Grundzüge der philosophischen Botanik“  Leipz. 1851-52